# Moulismes
Moulismes – miejscowość i gmina we Francji, w regionie Nowa Akwitania, w departamencie Vienne.
Według danych na rok 1990 gminę zamieszkiwały 434 osoby, a gęstość zaludnienia wynosiła 15 osób/km² (wśród 1467 gmin regionu Poitou-Charentes, Moulismes plasuje się na 601. miejscu pod względem liczby ludności, natomiast pod względem powierzchni na miejscu 186.).